# الحرس الملكي الأردني
الحرس الملكي الأردني تأسس عام 1920 ويتكون من لواء حمزة بن عبد المطلب. تتمثل مهمته في حراسة ملك الأردن والقصور الملكية بصفة عامة، كما شارك في الحروب المختلفة التي خاضها الأردن. يشكل الشركس أغلبية فرق التشريفات في الحرس الملكي وتكون مهمتهم حراسة القصور الملكية، كما يحتفظون ببعض تقاليدهم ولباسهم.